# Памятник Петру I (Кузьминки)
Па́мятник Петру I — утраченный памятник российскому императору Петру I, располагавшийся на территории подмосковной усадьбы князя С. М. Голицына Кузьминки. 
Памятник был установлен в октябре 1844 на том месте, где, по преданию, находился дом, в котором в 1722 году останавливался по пути в Москву из Персидского похода Петр I.
Он представлял собой семиметровый обелиск на высоком пьедестале, облицованный чугунными плитами с орнаментом, изготовленными на принадлежавших Голицыну пермских металлургических заводах по эскизам архитектора Михаила Быковского. Обелиск был увенчан золоченным гербовым орлом, выполненным по проекту Сантино Кампиони. На постаменте в бронзовом бордюре была надпись: «На сем месте было жилище Императора Петра Великого». Памятник стоял на двух каменных ступенях и был окружен чугунной цепью на восьми чугунных тумбах. После революции памятник лишился двуглавого орла. В конце 1920-х его полностью разрушили и отправили на переплавку. На нынешний день от обелиска сохранилось лишь каменное основание.